# Mesosa obscura
Mesosa obscura là một loài bọ cánh cứng trong họ Cerambycidae.